# Álvaro Guevara (entrenador)
Álvaro Guevara Español (Bogotá, Colombia, 28 de septiembre de 1952) es un entrenador colombiano en la disciplina de fútbol sala, inicialmente bajo reglamento FIFUSA, y actualmente según reglas FIFA. Fue el guía de la selección de fútbol de salón de Venezuela campeona del mundo en México en 1997.

## Palmarés
- Campeonato Panamericano de Fútbol de Salón Bogotá 1996 - Campeón
- Mundial de Fútbol Sala De la AMF 1997 - Campeón